# Amir Aghaei
Pour les articles homonymes, voir Aghaei.
Amir Aghaei (né le 1er août 1970 à Ourmia) est un acteur iranien. Au début de 2006, il a eu une présence et une influence uniques dans le cinéma iranien[réf. nécessaire].

## Biographie
Amir Aghaei débute au cinéma en 2001 avec La Basse Altitude d'Ebrahim Hatamikia.

## Filmographie partielle

### Cinéma
- 2001 : La Basse Altitude d'Ebrahim Hatamikia
- 2007 : Le Dernier Rôle
- 2007 : La Seconde Épouse
- 2008 : L'Enfer, le Purgatoire, le Paradis
- 2008 : Niloofar
- 2010 : La mort est mon métier
- 2010 : Sa'adat Abad
- 2010 : La Vie privée
- 2013 : Chut ! Les filles ne crient pas
- 2016 : Bodyguard
- 2021 : The Four Walls
- 2022 : Tuer le traître

### Télévision
- La Première Nuit de détente
- Les Innocents
- Le Rappel